# Coco Chanel (téléfilm)
Pour les articles homonymes, voir Coco Chanel (homonymie) et Chanel.
Pour plus de détails, voir Fiche technique et Distribution.
Coco Chanel est un téléfilm britanno-italo-français réalisé par Christian Duguay et diffusé aux États-Unis le 13 septembre 2008 sur Lifetime, et en deux parties dans certains autres pays.
Le réalisateur a choisi le comédien français Olivier Sitruk pour incarner Boy Capel. Ce téléfilm a commencé à être diffusée en octobre 2008 par différentes TV européennes (Italie, Suisse, Belgique et France).

## Synopsis
La célèbre styliste française Coco Chanel, au crépuscule de sa vie, se souvient de ses débuts… D’origine modeste, la jeune Gabrielle Chanel apprend la couture comme il était de coutume pour les filles. Très douée, elle trouve rapidement un emploi de couturière, mais aspire à s’élever socialement. Elle va révolutionner la mode en libérant la femme du carcan des jupons et autres corsets… 

## Fiche technique
- Titre original : Coco Chanel
- Réalisation : Christian Duguay
- Scénario : Ron Hutchinson, Enrico Medioli, Lea Tafuri
- Musique : Andrea Guerra
- Photographie : Fabrizio Lucci
- Montage : Alessandro Lucidi
- Décors : Francesco Bronzi, Chantal Giuliani, Frédérique Winum
- Costumes : Stefano De Nardis, Pierre-Yves Gayraud
- Pays d'origine :  France,  Italie,  Royaume-Uni
- Langue de tournage : anglais
- Producteurs : Luca Bernabei, Matilde Bernabei, Nicolas Traube
- Sociétés de production : Lux Vide (Italie), Pampa Production (France), Alchemy Television (Royaume-Uni)
- Diffusion : Lifetime (États-Unis), RAI (Italie), France 2 (France)
- Budget : 23 millions € (estimation)
- Format : couleur HD — 1.77:1 (16/9) — son stéréophonique
- Genre : biographie, comédie dramatique
- Durée : 139 minutes
- Dates de diffusion : 
  - 13 septembre 2008 aux  États-Unis (Lifetime)
  - 5 octobre 2008 (1re partie) et 6 octobre 2008 (2e partie) en  Italie (RAI)
  - 1er novembre 2008 en  Suisse (TSR)
  - 13 décembre 2008 (1re partie) et 20 décembre 2008 (2e partie) en  Belgique (RTBF/La Une)
  - 29 décembre 2008 (1re partie) et 30 décembre 2008 (2e partie) en  France (France 2), rediffusé le 3 mars 2013 sur Arte.

## Distribution
- Shirley MacLaine (VF : Arlette Thomas) : Coco Chanel âgée
- Barbora Bobulova (VF : Audrey Sablé) : Coco Chanel jeune
- Olivier Sitruk : Boy Capel
- Malcolm McDowell (VF : Féodor Atkine) : Marc Bouchier
- Sagamore Stévenin : Étienne Balsan
- Maggie Steed : Adrienne âgée
- Valentina Lodovini : Adrienne jeune
- Marine Delterme : Émilienne d'Alençon
- Cécile Cassel : Gabrielle Dorziat
- Brigitte Boucher : Madame de Rochefort
- Anny Duperey : Madame Desboutins
- Jean-Claude Dreyfus : Paul Poiret
- Daniele Savoca (it) : De Nexon
- Marin Jo Finerty : Julie
- Valentina Carnelutti (it) : Sœur Thérèse
- Alice Cambournac : Francine
- Robert Dawson : Lord Fry
- Maria Palma Petruolo (VF : Lily Rubens) : Odette

## Accueil
Le téléfilm a été vu par environ 5,2 millions de téléspectateurs lors de sa première diffusion américaine.
En France, la première partie a attiré 4,57 millions de téléspectateurs, et la deuxième partie, 4 636 845 téléspectateurs.

## Distinction
- Golden Globe 2009 : Shirley MacLaine nommée pour le prix de la meilleure actrice dans une minisérie ou un téléfilm.

## Autour du film
- Shirley MacLaine[8] : « Chanel pouvait se montrer assez méchante, mais elle a été si malheureuse… Ce qui m'a attirée, en plus de ses contradictions, est sa dureté. Elle a été tourmentée toute sa vie entre l'amour et son génie créatif. […] La mode, je n'y connais rien ! J'ai été marquée par son côté indomptable, sa complexité. Je ne l'ai jamais rencontrée, je crois que je m'en souviendrais, sinon ! »
- Des scènes ont été tournées au Grand café de Moulins[9] que Coco Chanel aurait fréquenté[9].